# Kaple Panny Marie (Kopec)
Kaple Panny Marie v Kopci (místní část obce Staré Křečany) je sakrální stavba postavená roku 1809. V roce 1910 došlo k jejímu rozšíření.

## Historie
Vesnice Kopec (původně Hemmehübel) byla založena patrně roku 1660. Vlastní kostel ani kapli neměla a místní farníci docházeli do farního kostela svatého Martina v nedalekých Brtníkách. K výstavbě kaple zasvěcené Panně Marii došlo roku 1809. Jméno donátora je neznámé a připomínají jej iniciály ICPM na pískovcových zárubních. Pozemek ke stavbě, část lesa zvaného Scheibe,  věnoval majitel lipovského panství starohrabě Franz Vinzenz Salm-Reifferscheidt (1774–1842). Původní klasicistní kaple vydržela až do roku 1910, kdy byla přestavěna a rozšířena. Její požehnání následovalo 28. května 1911, patrně se jej ujal lipovský děkan Heinrich Fleck (1857–1926). V období po druhé světové válce kaple v souvislosti s vysídlením původních obyvatel chátrala a přišla o vnitřní vybavení. Záchrana a celková rekonstrukce kaple přišla na konci 90. let 20. století.
Kaple je v majetku Římskokatolické farnosti Brtníky a není památkově chráněna. Pravidelné bohoslužby se v ní neslouží.

## Popis
Historizující kaple je zčásti zasazena do svahu. Boční stěny jsou bez oken, závěr je trojboký, nároží jsou podepřena dvojicemi opěráků. V průčelí je umístěn obdélný vchod s kamennými zárubněmi nesoucími letopočet 1809 a iniciály ICPM. Ve štítu je umístěno malé okénko zakončené lomeným obloukem a vedle něj dva kříže. Původní inventář se nedochoval, nahradil jej skromný oltář s obrazem Panny Marie.

## Galerie

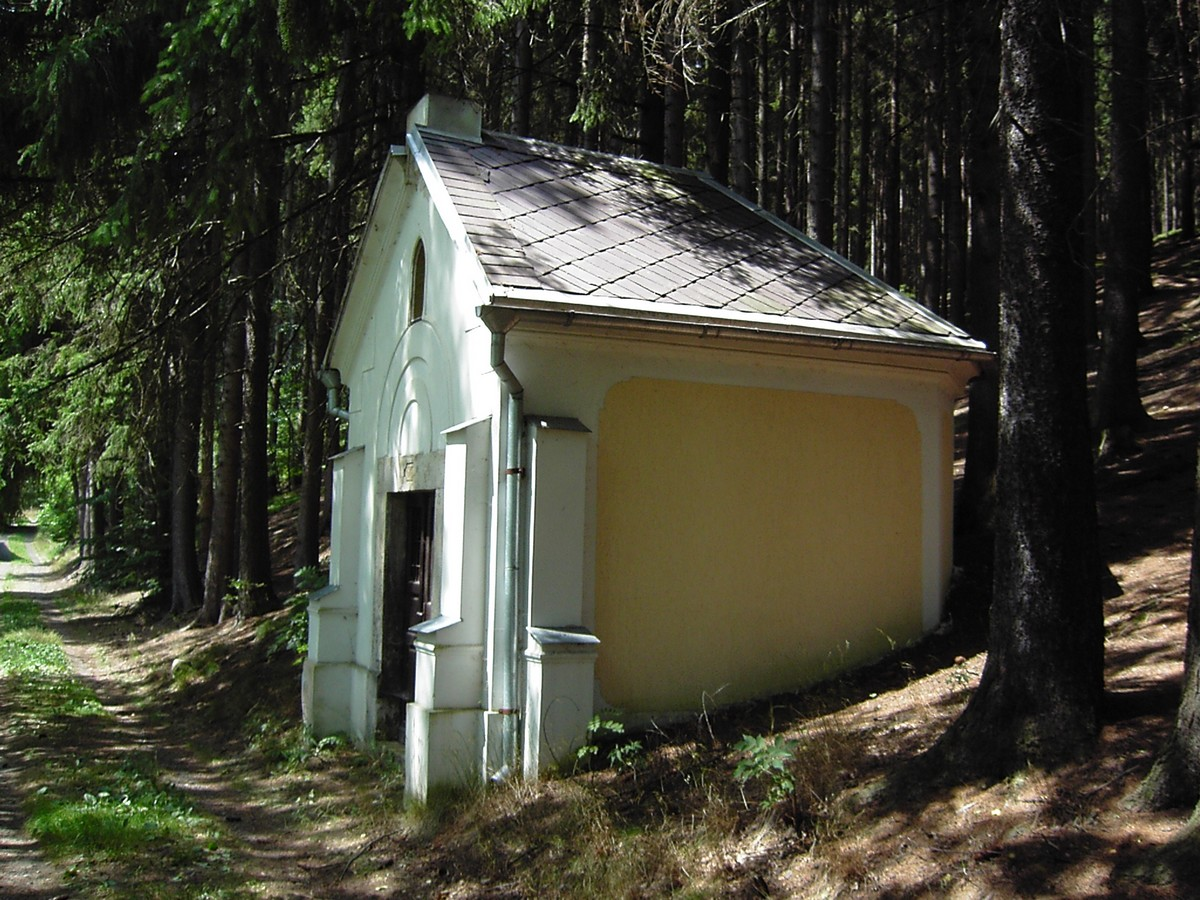
Pohled od jihovýchodu
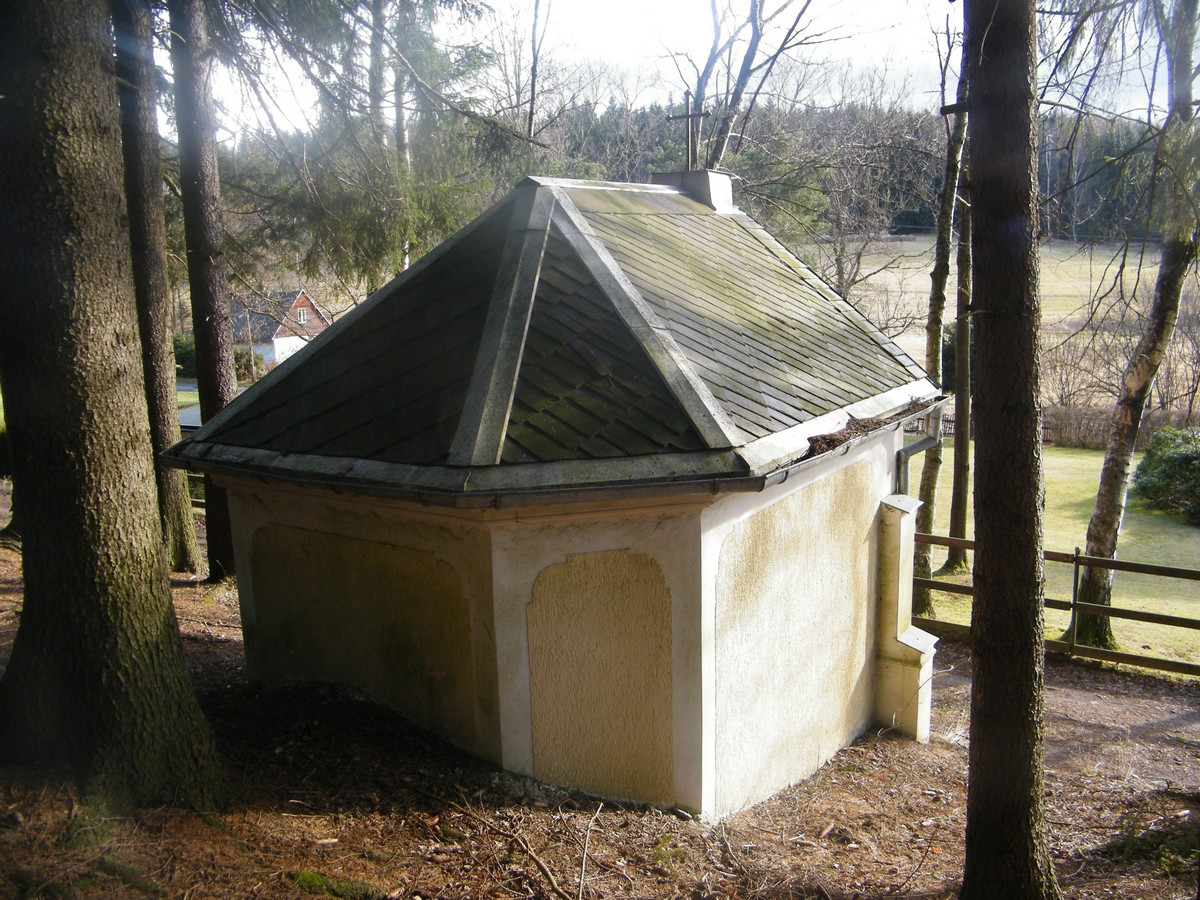
Závěr kaple
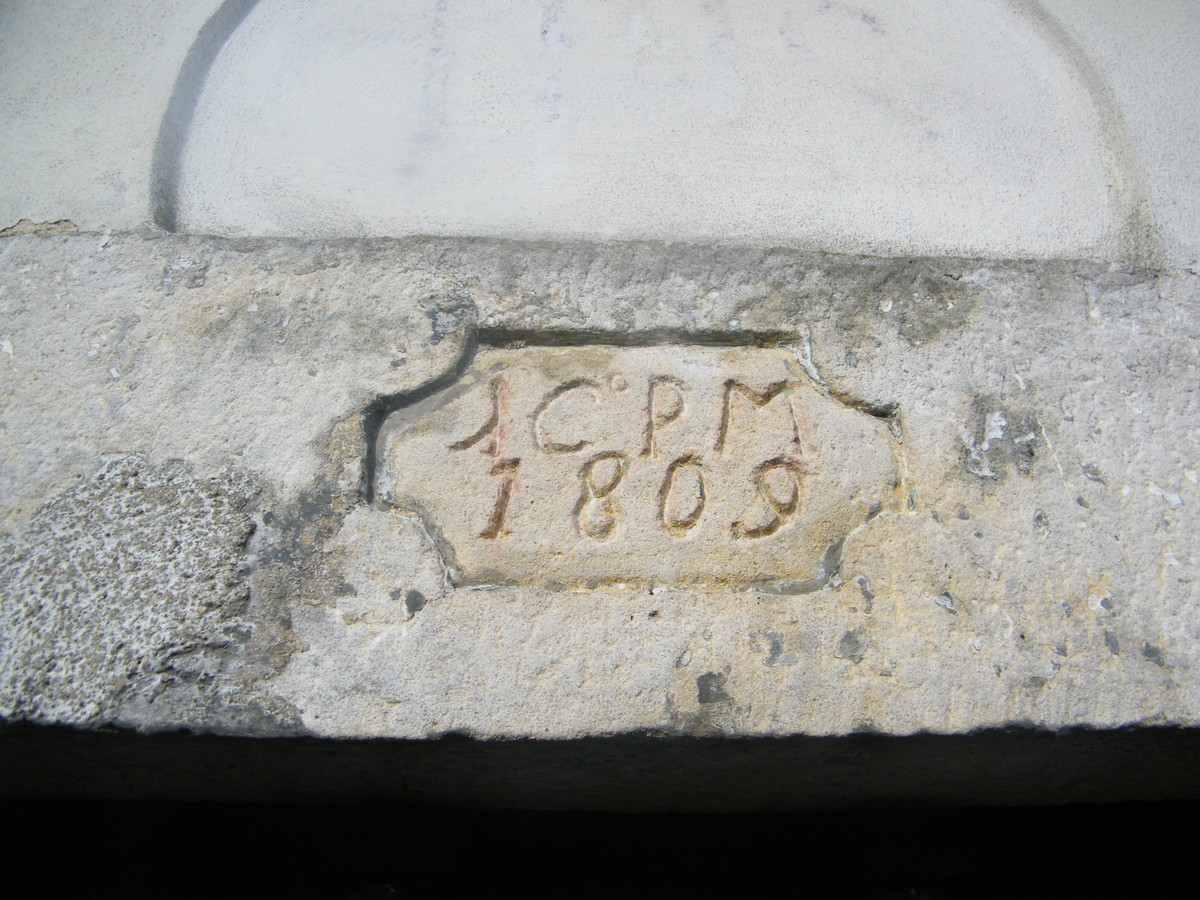
Zárubeň